# Tamara Kostic
Tamara Kostic (* 29. Jänner 2006) ist eine österreichische Tennisspielerin.

## Karriere
Kostic spielt vor allem auf der ITF Juniors World Tennis Tour und der ITF Women’s World Tennis Tour, wo sie beim ITF W15 in Vierumaki 2023 mit einem 6:0, 7:5 im Finale gegen die Israelin Vlada Ekshibarova ihren ersten Titel holen konnte.
2021 gewann sie die ITF J4-Turniere in Ulcinj und Sousse im Einzel und das J5 in Nabeul mit Partnerin Ela Pláteníková. Beim ITF W15 in Don Benito erreichte sie mit einem Sieg in der Qualifikation über die 21-jährige Spanierin Marina Benito das Hauptfeld im Dameneinzel, wo sie mit einem Sieg über Claudia Martinez de Velasco das Achtelfinale erreichte. Dort musste sie sich dann der Spanierin Olga Parres Azcoitia mit 7:5, 0:6 und 4:6 geschlagen geben. Im Doppel erreichte sie mit Erica Oosterhout das Finale, wo die beiden gegen die spanischen Paarung Lucía Cortez Llorca und Olga Parres Azcoitia mit 4:6 und 3:6 verloren. Ende August erhielt sie eine Wildcard für das Hauptfeld im Damendoppel des mit 25.000 US-Dollar dotierten Ladies Open Vienna 2021.
Im Jahr 2024 spielte Kostic erstmals für die österreichische Billie-Jean-King-Cup-Mannschaft; ihre Billie-Jean-King-Cup-Bilanz weist bislang 1 Sieg bei 1 Niederlage aus.

## Turniersiege

### Einzel
| Nr. | Datum        | Turnier  | Kategorie | Belag     | Finalgegnerin     | Ergebnis |
| --- | ------------ | -------- | --------- | --------- | ----------------- | -------- |
| 1.  | 13. Mai 2023 | Vierumäk | ITF W15   | Hartplatz | Vlada Ekshibarova | 6:0, 7:5 |

### Doppel
| Nr. | Datum         | Turnier    | Kategorie | Belag   | Partnerin            | Finalgegnerinnen                              | Ergebnis         |
| --- | ------------- | ---------- | --------- | ------- | -------------------- | --------------------------------------------- | ---------------- |
| 1.  | 13. Juli 2024 | Don Benito | ITF W35   | Teppich | Olga Parres Azcoitia | Isabella Barrera Aguirre Witalija Djatschenko | 3:6, 6:4, [10:6] |

## Weltranglistenpositionen am Saisonende
| Jahr   | 2022 | 2023 | 2024 |
| ------ | ---- | ---- | ---- |
| Einzel | 1134 | 787  | 500  |
| Doppel | 1185 | 926  | 706  |